# Suspensió de ballesta
|  | No s'ha de confondre amb Balista (arma) o Ballesta. |

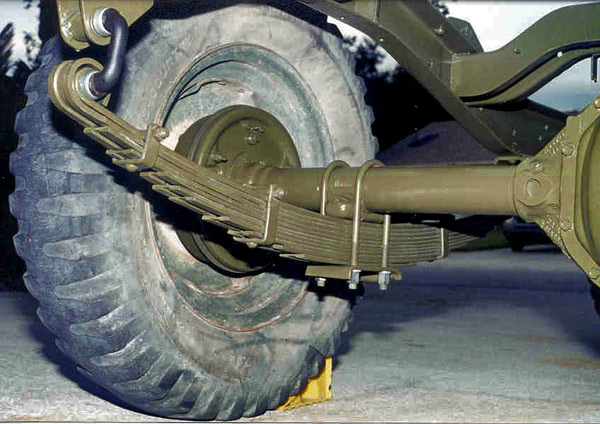
Una suspensió clàssica de ballestes a un vehicle pesat

La suspensió de ballesta és una tecnologia simple de suspensió de l'automòbil que implica l'ús d'un conjunt de fulles de metall per esmorteir qualsevol acció de l'energia transferida a les rodes en energia de deformació elàstica que es porta a terme mitjançant la conversió en deformació al fer  flexar les fulles que componen la suspensió.

Ballestes amb extrems rectes
Ballestes trapezoïdals
Ballestes amb extrems parabòlics
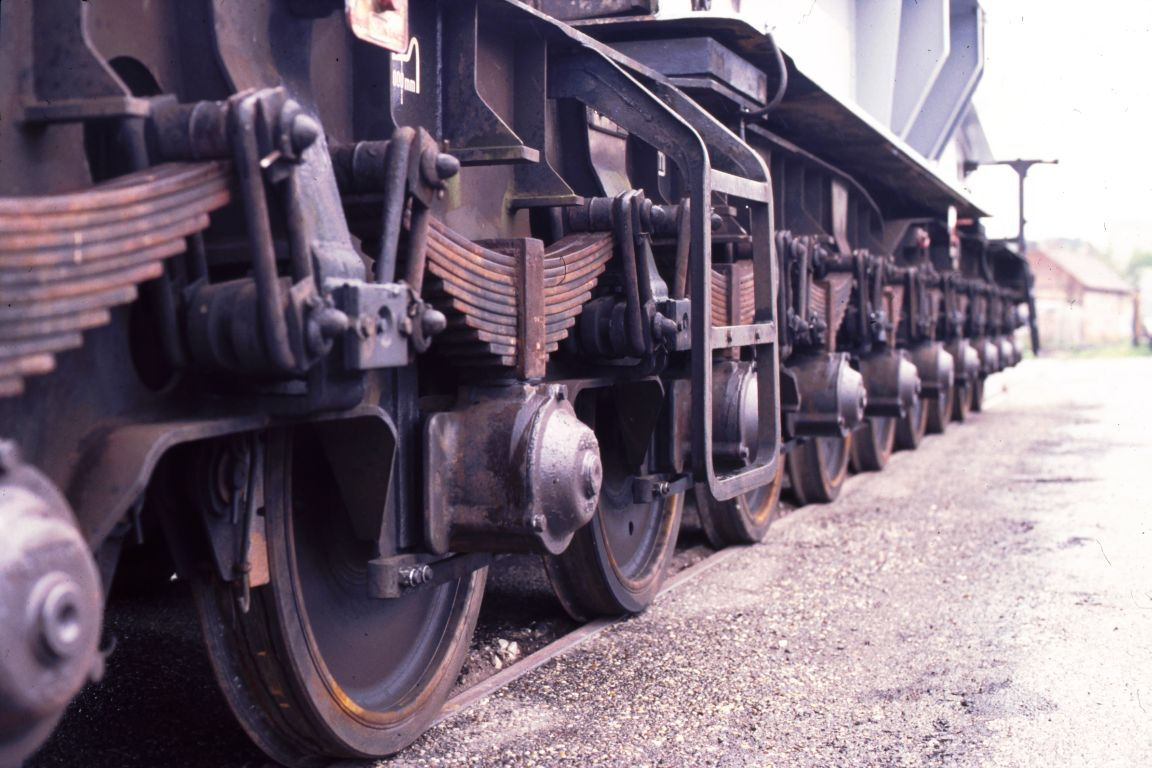
Ballestes muntades en un vagó de ferrocarril